# Tvrdy György
Tvrdy György (szlovákul:  Juraj Tvrdý, Zsolna, 1780. július 5. – Nyitra, 1863. november 23.), szlovák nyitrai kanonok.

## Életútja
Tanulmányait a zsolnai gimnáziumban kezdte és a nyitrai papnevelőben folytatta. A teológiai tanfolyam befejezése után a püspöki irodába rendeltetett, ahol időközben 1803-ban pappá szenteltetvén, a püspöki helynök titkára, majd papnevelőintézet aligazgató volt. Ezen hivataláról később leköszönt és testvérbátyjához, Tvrdy Dániel drietomai plébánoshoz ment segédlelkésznek. 1806-ban viszolaji, 1808-ban puhói plébánossá, 1815-ben kanonokká és papnevelőintézeti kormányzóvá, 1835-ben jászti apáttá neveztetett. Csendes visszavonultságában élt és jótékonyságának gyakorlásával töltötte idejét. 1846-ban Zsolnán megváltotta a plébános és a karénekesek stóla-illetményeit; ugyanott az 1848-as tűzvész által elpusztult plébánia-templom felépítésére 500 aranyat adott. A nyitrai káptalannak 12,000 forintot, a szegények intézetének 5250 forintot adományozott. Meghalt mint olvasókanonok Nyitrán.
Vallásos költeményeiből néhányat közölt a Cyrill és Method szlovák folyóirat.

## Műve
- Medulla doctrinae christianae-catholicae in metrum. Budae, 1856.